# Хирш, Самуэль
Самуэль Хирш (нем. Samuel Hirsch; 1815—1889) — раввин и иудейский философ; сторонник радикальных религиозных реформ.

## Биография
Самуэль Хирш родился 8 июня 1815 года в Тальфанге. Образование получил в Боннском, Берлинском и Лейпцигском университетах.
С 1838 по 1841 год С. Хирш был раввином в Дессау. В 1843 году он написал «Die Messiaslehre der Juden in Kanzelvorträgen» и «Religionsphilosophie der Juden» и в том же году был назначен королём Виллемом II главным раввином Великого герцогства Люксембургского (до 1866 года). Приблизительно в это время вышел его новый труд «Die Humanität als Religion».
Хирш принимал деятельное участие в раввинских синодах в Брауншвейге (1844), Франкфурте-на-Майне (1845) и Бреславле (1846 год). В 1845 году он написал ещё один труд, озаглавленный «Reform im Judenthum».
В 1866 году, переехав в Соединённые Штаты Америки, он занял раввинский пост конгрегации «Kenesseth Israel» в Филадельфии, где стал поборником радикальной реформы в иудаизме, продолжая деятельность Давида Эйнхорна. Самуэль Хирш был избран президентом Филадельфийской конференции 1869 года, на которой были сформулированы принципы реформистского направления; в том же году он принимал участие в ряде диспутов по ритуальным вопросам.
В 1888 году Самуэль Хирш отказался от должности раввина в Филадельфии, где к тому времени основал первое американское отделение Всемирного еврейского союза и переселился в Чикаго.
Хирш был горячим сторонником устройства еврейского богослужения по воскресеньям. В «Religionsphilosophie» Хирш становится на гегельянскую точку зрения и стремится доказать, что иудаизм, вопреки мнению Гегеля, представляет «абсолютную религию». He менее радикален он и в своем «Katechismus der israelitischen Religion»; библейские повествования Хирш считает лишь аллегориями, а все обряды — символами. Отсюда его тяготение к реформе. Он не признавал за иудаизмом значения непреложной догмы; иудаизм — лишь «Lehre», «учение», выраженное в известных символических обрядах, подлежащих изменению в соответствии с исторической эволюцией.
Хирш также писал в защиту еврейства, в частности, против статей Бруно Бауэра («Briefe gegen Bruno Bauer», 1844), которые, согласно «ЕЭБЕ», носили антисемитский характер. Сотрудничал с периодическими печатными изданиями «Archives Israélites» и «Die Deborah».
Самуэль Хирш умер 14 мая 1889 года в городе Чикаго.
Его сын Эмиль Густав (1851—1923) пошёл по стопам отца и тоже стал раввином.